# Thalerastria laticincta
Thalerastria laticincta là một loài bướm đêm trong họ Noctuidae.